# 小笠原光康
小笠原 光康（おがさわら みつやす）は室町時代の守護大名。信濃守護、小笠原氏当主。小笠原政康の3男。松尾城主。松尾小笠原家の祖。

## 生涯
父の死後、小笠原氏惣領職を巡って光康の兄の宗康と従兄の小笠原持長との争いが起きていた。小笠原氏は府中の持長方と伊賀良の宗康方とに分かれ、それにともない国人衆も2派に分裂して対立が続いた。
文安3年（1446年）、光康は兄に後援を頼まれ、自身が討ち死にした場合は光康に惣領職を譲り渡すと取り決めをした。宗康は漆田原（長野市中御所）で持長と戦ったが敗れ討ち死にしていたため（漆田原の戦い）、約束通り家督は光康に譲られ、幕府もまた信濃守護職と小笠原氏惣領職を光康に与えた。
しかし、持長と光康の対立は以後も継続し、一時は持長（府中小笠原家）が守護職を襲うなど混乱は続いた。甥で宗康の遺児の小笠原政秀もまた勢力をもち（鈴岡小笠原家）、政秀と光康の子家長もまた争うようになる。長年の守護家の混乱は信濃における守護の権威そのものの失墜につながり、信濃においては、守護に代わりそれぞれの地域の有力国人が独自の安堵状を発付するようになった。
関東で享徳3年（1455年）にはじまる享徳の乱が発生した時、光康は幕府から駿河守護今川範忠・越後守護上杉房定と共に、堀越公方足利政知を支持して関東へ出陣することを度々命じられたが、古河公方足利成氏に通じる府中の小笠原清宗が国人衆と結託して光康の出陣に反対し、なかなか発向できない有様であったとされる。
将軍足利義政は康正2年（1456年）、光康に対し清宗討伐を、また寛正6年（1465年）、光康と上杉房定に対し、成氏に通じる村上政清と高梨政高の討伐を命ずる御教書を発した。